# Цзан Веньчжун
Цзан Веньчжун 臧文仲 (ум. 617 до н.е.), також Цзансунь Чен 臧孫辰 - видатний політичний діяч у царстві Лу. За визначенням Роберта Ено, найбільш вшанована фігура у державі за часу від Чжоу-ґуна (11 ст. до н.е.) до Конфуція (кін. 5 ст. до н.е.).

## Ім'я та походження
Родина (ши 氏) Цзансунь (онуки Цзан) zh:臧孙氏 походила від 12-го володаря Лу Сяо-ґуна zh:魯孝公 (ум. 769 до н.е.), який у свою чергу належав до родини Чжоу та носив прізвище (сін 姓) Цзі 姬. Відокремлення кланового прізвища Цзан відбулося як частина процесу оскладнення генеалогії Чжоу (утворення багатьох "кланів" ши що належать до єдиної родини сін).
Веньчжун - посмертне ім'я, підчас життя вживалося ім'я Чен. 

## Діяльність та оцінка у конфуціанстві
Веньчжун багаторазово згадується у «Цзо чжуань» у позитивних ролях, але там же щодо нього містяться критичні нотатки від Конфуція, які також маємо у «Лунь юй».
Онук Цзан Веньчжуна, Цзан Хе 臧紇 (Вучжун 武仲), навпаки, згадується у конфуціанстві у позитивному світлі. Ено інтерпретує ці розбіжності як ознаку переосмислення ідеологічної ваги представників клану Цзан до Конфуція та після нього, а також пропонує роздивляти історію раннього конфуціанства як таку що носить ознаки суперечки між прихильниками клану Цзан та прихильниками клану Янь 顏. До останнього належала мати Конфуція.